# (400137) 2006 UN189
(400137) 2006 UN189 es un asteroide perteneciente al cinturón de asteroides, descubierto el 19 de octubre de 2006 por el equipo del Catalina Sky Survey desde el Catalina Sky Survey, Arizona, Estados Unidos.

## Designación y nombre
Designado provisionalmente como 2006 UN189.

## Características orbitales
2006 UN189 está situado a una distancia media del Sol de 2,650 ua, pudiendo alejarse hasta 3,158 ua y acercarse hasta 2,143 ua. Su excentricidad es 0,191 y la inclinación orbital 12,27 grados. Emplea 1576,36 días en completar una órbita alrededor del Sol.

## Características físicas
La magnitud absoluta de 2006 UN189 es 16,4.